# 冯子猷
馮子猷（？—698年），又作馮子游，高州良德縣人，唐朝將領。出自长乐冯氏，馮盎族子。

## 生平
贞观年间，冯子游载金一船入朝。唐高宗时，冯子游因钱多，高宗派御史许瓘调查，冯子游擒拿许瓘，又迫杨璟受贿。光宅元年（684年），李敬业借冯子游谋反之名起兵反武则天。垂拱三年（687年），冯子游不救援剥削俚人的安南都护刘延祐。聖曆初，冯君衡被司刑评事万国俊诬陷谋反。万岁通天二年（697年），武则天任命李千里为岭南讨击使，十二月（698年初）冯君衡及冯子游与其子冯梧先后阵亡。

## 子
- 冯□思，一作冯梧